# Périgné
Périgné település Franciaországban, Deux-Sèvres megyében. Lakosainak száma 954 fő (2022. január 1.). Périgné Brioux-sur-Boutonne, Brûlain, Celles-sur-Belle, Saint-Romans-lès-Melle, Secondigné-sur-Belle, Vernoux-sur-Boutonne és Melle (Franciaország) községekkel határos.

## Népesség
A település népességének változása:
| Lakosok száma | 1014 | 1009 | 1041 | 1006 | 1007 | 1004 | 998  | 976  | 954  |
|               | 2013 | 2015 | 2016 | 2017 | 2018 | 2019 | 2020 | 2021 | 2022 |